# Lavabo (christianisme)
Cet article concerne le rite et le mobilier chrétien. Pour la vasque sanitaire, voir Lavabo.

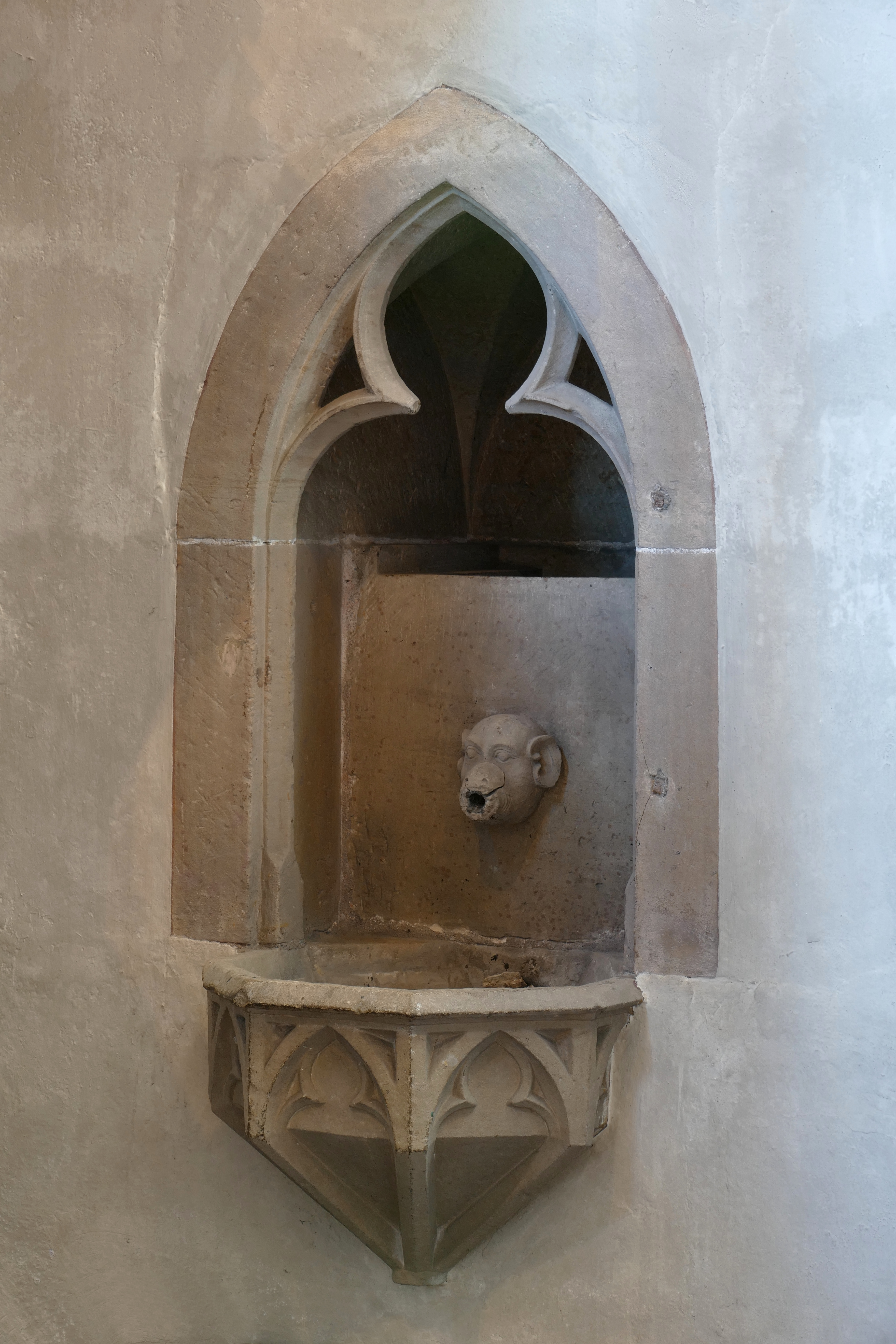
Lavabo gothique en niche du XVe siècle.

Un lavabo est une vasque permettant le lavage rituel des mains dans le monde chrétien. Ce mot est issu du latin, lavabo étant la première personne du singulier du verbe latin lavare (laver) au futur de l'indicatif. Il est employé à l'origine, et encore maintenant, dans la liturgie chrétienne, pour désigner le moment de la messe où le prêtre se lave les mains, ainsi que le récipient utilisé à cet effet. L'usage du terme s'est ensuite étendu à des dispositifs à usage domestique.

## Usage en liturgie
Le rite du lavabo se produit au cours de l'offertoire. Jusqu'à la fin des années 1960, dans la forme tridentine du rite romain, le prêtre prononce ces paroles en latin tirées du psaume 25 :

« Lavabo inter innocentes manus meas et circumdabo altare tuum Domine »

qui peut se traduire en français par :

« Je lave[rai] mes mains en signe d’innocence pour approcher de ton autel, Seigneur. »

C'est de là que vient le mot lavabo pour désigner la vasque réservée aux ablutions du prêtre officiant, dite aussi piscine. Le prêtre s'essuie ensuite les mains à l'aide du manuterge.

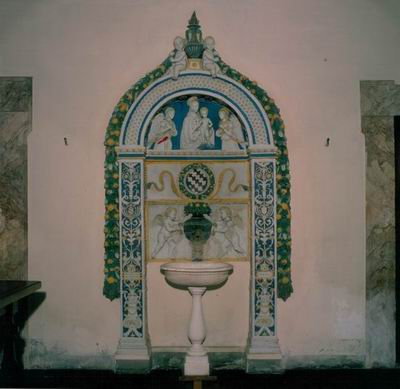
Lavabo de l'église San Niccolò à Prato.
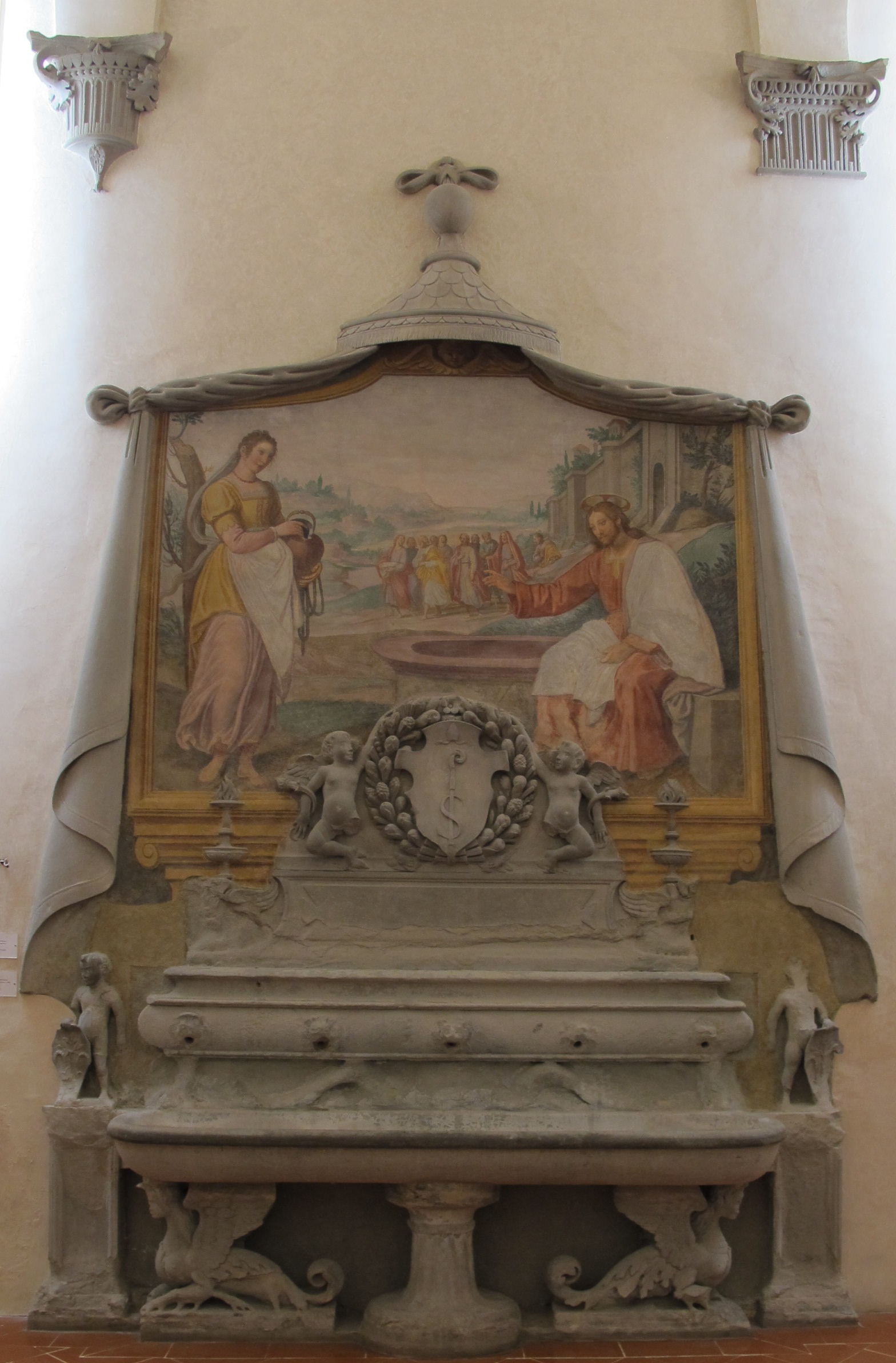
Lavabo du cénacle de San Salvi à Florence.

Dans le rite romain sous sa forme ordinaire, institué en 1969, le geste du lavabo s'effectue toujours au cours de l'offertoire, mais le prêtre prononce à voix basse la formule « Lave-moi de mes fautes, Seigneur, purifie-moi de mon péché » qui est issue, cette fois, du psaume 50. La Présentation générale du Missel romain indique que ce rite doit être compris comme symbolisant le désir de purification intérieure et qu'il ne peut être omis.
Les premiers emplois du mot lavabo dans un contexte liturgique désignent le linge avec lequel le prêtre essuie ses mains (usage attesté en 1560) puis par métonymie la « prière du lavabo » et le vasque liturgique utilisé lors de la messe. Dans les sacristies était également ménagé ce type de réceptacle permettant au prêtre de se laver les mains avant la messe et de jeter l'eau ou le vin eucharistique qui n'avaient pas été utilisés. Le mot passe dans le langage commun au début du XIXe siècle d'abord pour désigner une table de toilette (usage attesté vers 1801) puis la cuvette souvent aménagée dans un évidement de cette table (vers 1805), enfin la cuvette en différents matériaux de la vasque sanitaire actuelle.

## Usage dans les abbayes cisterciennes auxXIIeetXIIIesiècles

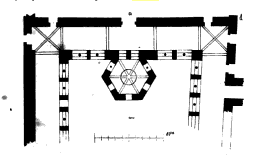
Le lavabo de l'abbaye du Thoronet. Le pavillon hexagonal, construit en saillie dans le préau; abrite la fontaine des intempéries

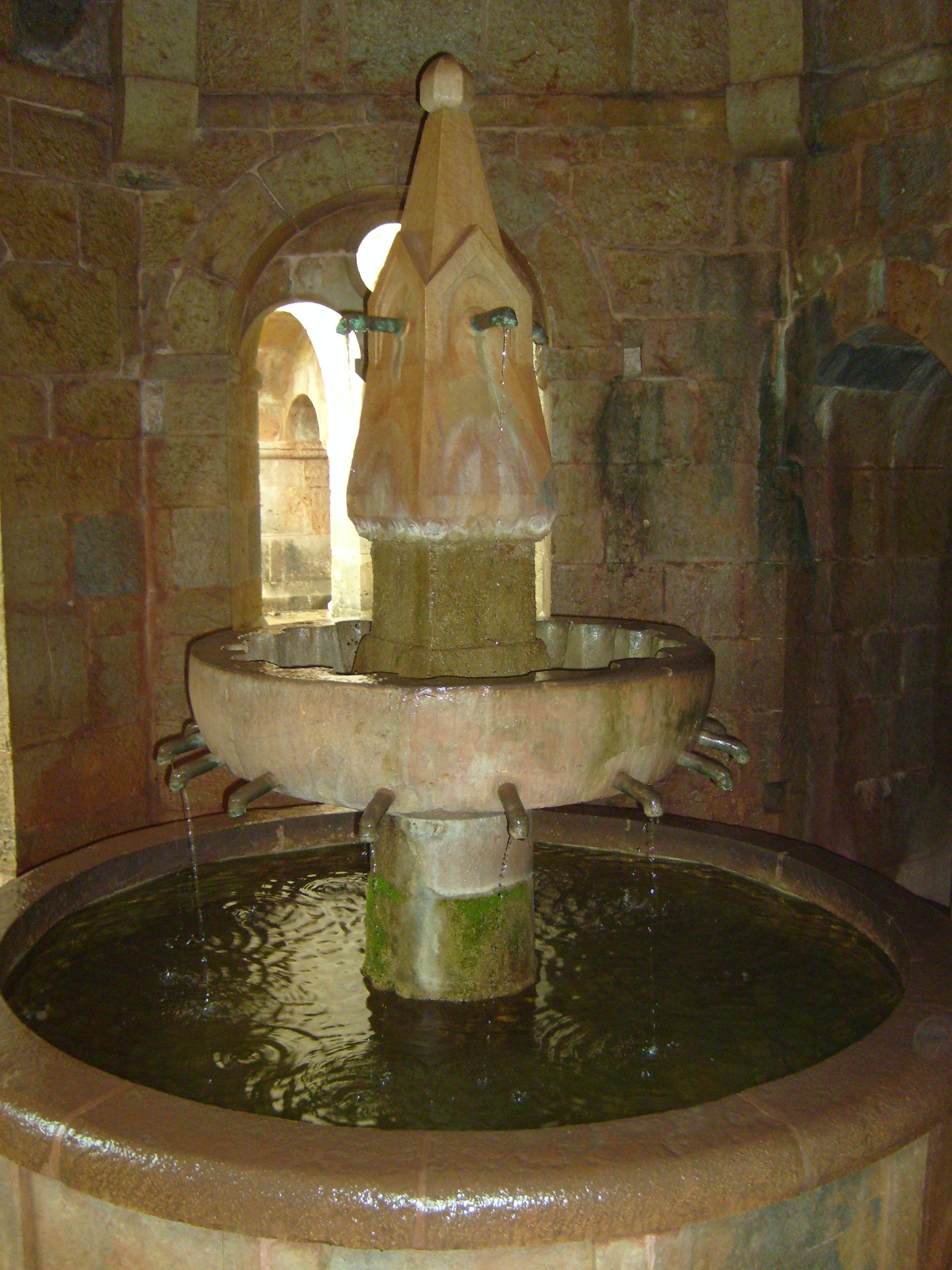
Détail du lavabo de Thoronet. La vasque est creusée de seize lobes percés de trous d'où s'écoule l'eau par l'intermédiaire de cannelles dans le bassin inférieur.

Au XIIe siècle, les monastères cisterciens aménagent à l'intérieur du cloître une fontaine nommée lavabo ou lavatorium destinée aux ablutions matinales quotidiennes des religieux (avant l'office de Laudes) et aux ablutions mortuaires (lavement du corps avant son inhumation), au lavage des mains avant et après les repas, aux rites du lavement des pieds, de la tonsure et du rasage des moines (les frères se rasent et se tondent mutuellement, selon des règles précises), à la consommation d'eau (le lavabo est parfois la seule source d'eau potable à l'intérieur de l'abbaye). Ce lavatorium est également prévu pour tirer de l'eau et remplir des bassines destinées à la toilette du corps, à la lessive, aux cuisiniers, aux copistes pour préparer leur encre. Le lavabo peut également servir au rafraîchissement du vin l'été (l'ordre cistercien prescrivant une allocation quotidienne d'une hémine de vin pour chaque moine). Il constitue la clef de la distribution de l'eau dans l'abbaye.
Selon sa forme, le lavabo est situé dans une galerie du cloître (près du réfectoire, en général en face) ou dans un édicule construit dans le préau.
Il a existé de nombreux lavabos dans les monastères cisterciens, mais la plupart ont disparu au cours des siècles. Voici la description qui en est faite par Viollet-le-Duc :

« Lavabo, s. m. Grande vasque en pierre ou en marbre répandant l'eau par une quantité de petits orifices, percés autour de ses bords, dans un bassin inférieur, et destiné aux ablutions ; par extension, le nom de lavabo a été donné à la salle ou à l'aire au milieu de laquelle s’élevait la fontaine. […]
Les cisterciens, qui, au XIIe siècle, se piquaient de revenir aux premières rigueurs de la vie monastique, qui excluaient de leurs couvents tout luxe, toute superfluité, avaient cependant construit des lavabos dans leurs cloîtres, disposés non point comme un motif de décoration, mais comme un objet de première nécessité.
C'est qu'en effet les cisterciens du XIIe siècle s'occupaient à de rudes travaux manuels ; il leur fallait, avant d'entrer à l'église ou au réfectoire, laver les souillures qui couvraient leurs mains.
Aussi voyons-nous que les lavabos des monastères cisterciens sont une partie importante du cloître. »

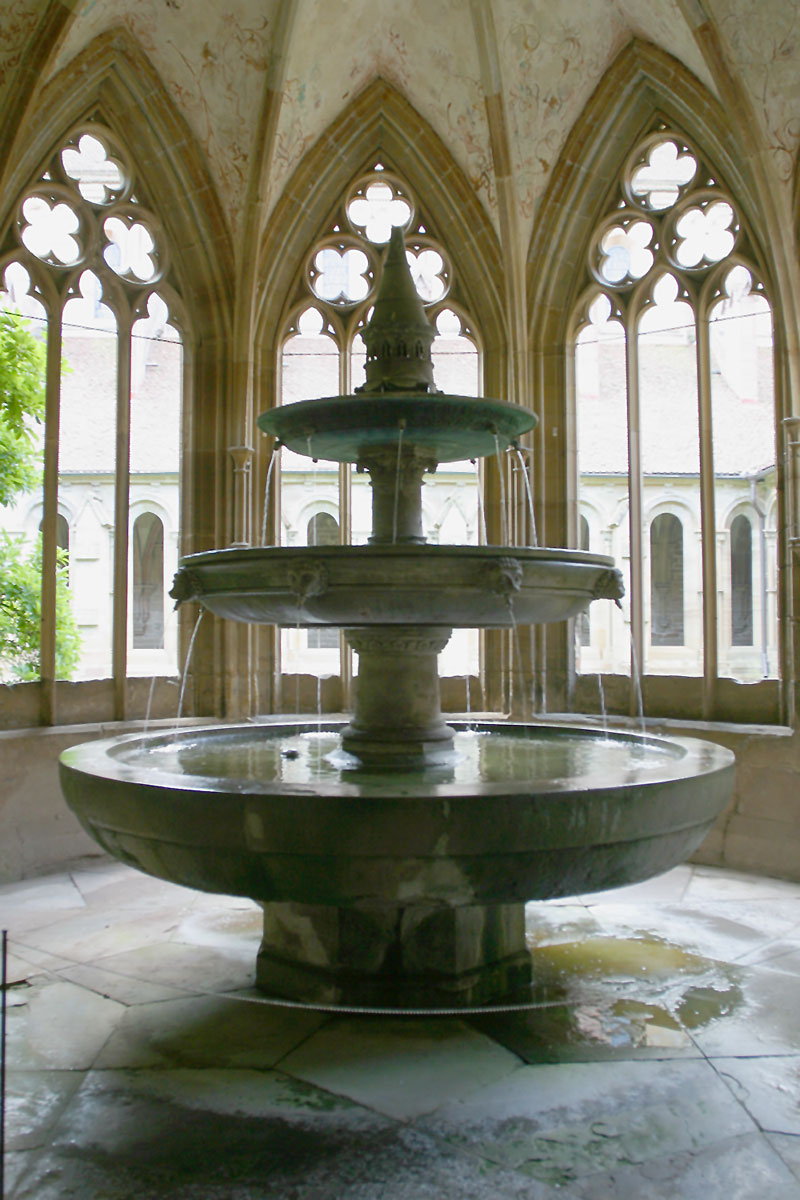
Lavabo constitué de vasques superposées[Note 4] (abbaye de Maulbronn).
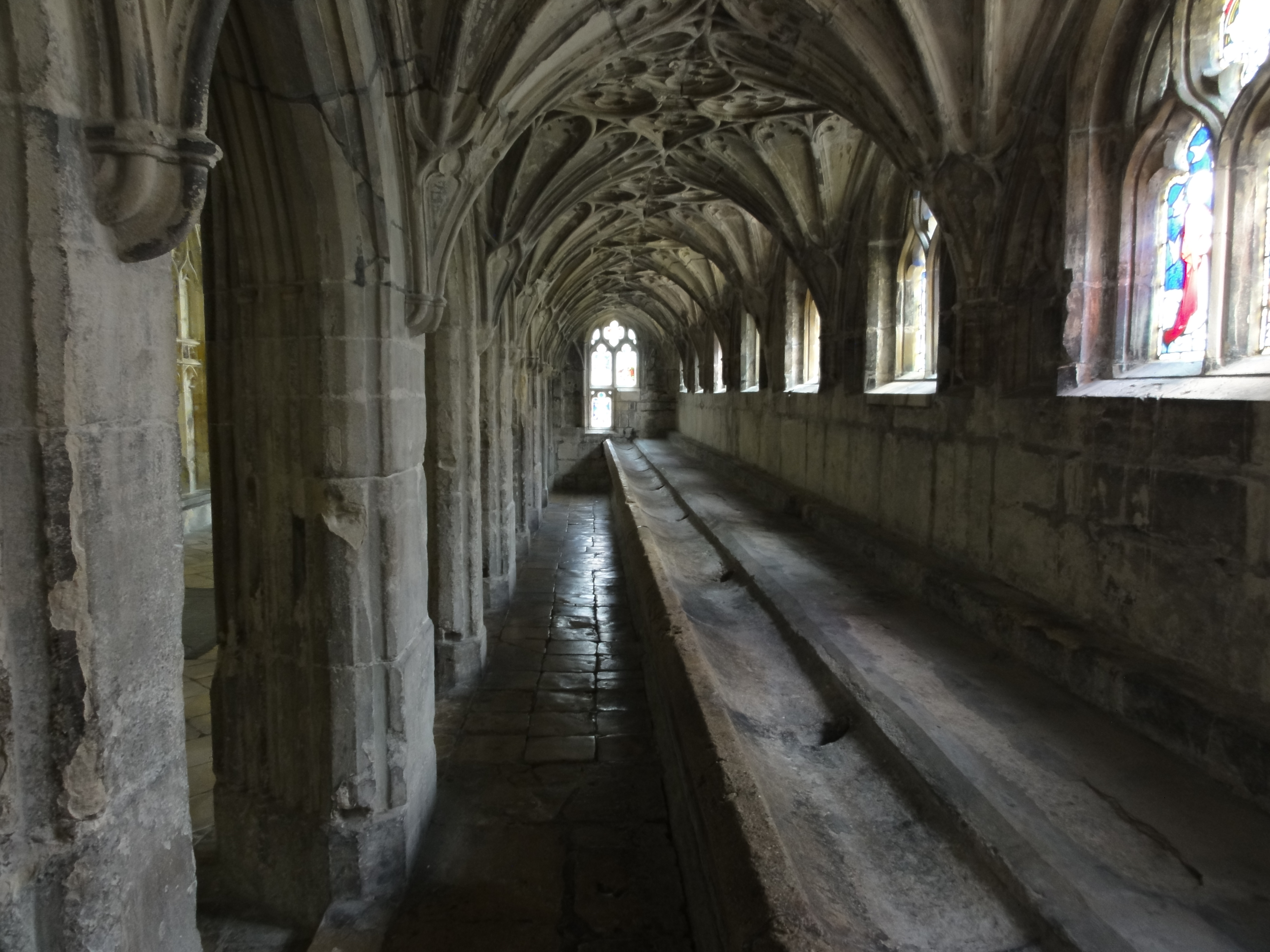
Lavabo de type auge ou long bassin placé contre un mur (cathédrale de Gloucester).
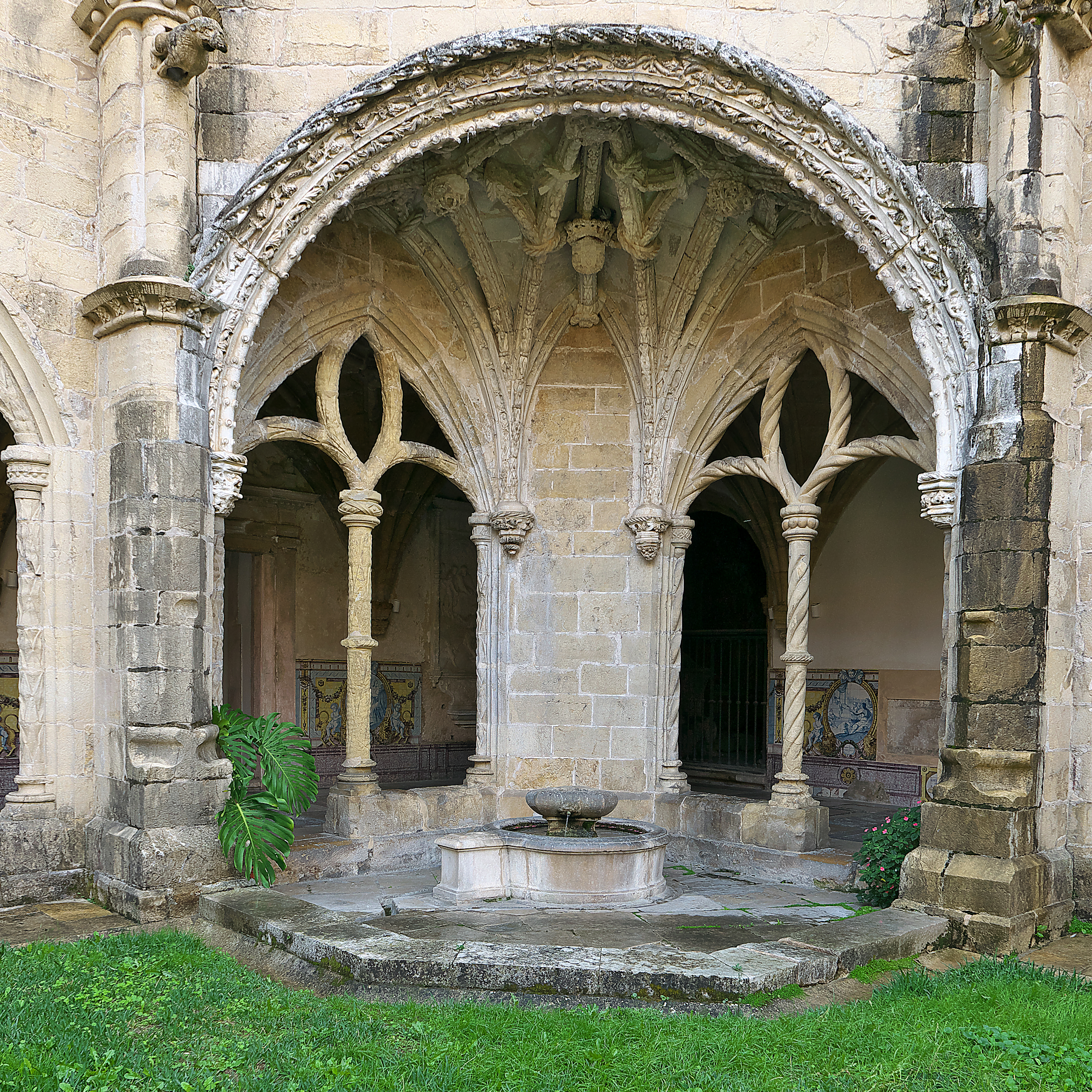
Édicule abritant un lavabo (monastère de la Sainte-Croix de Coïmbre).
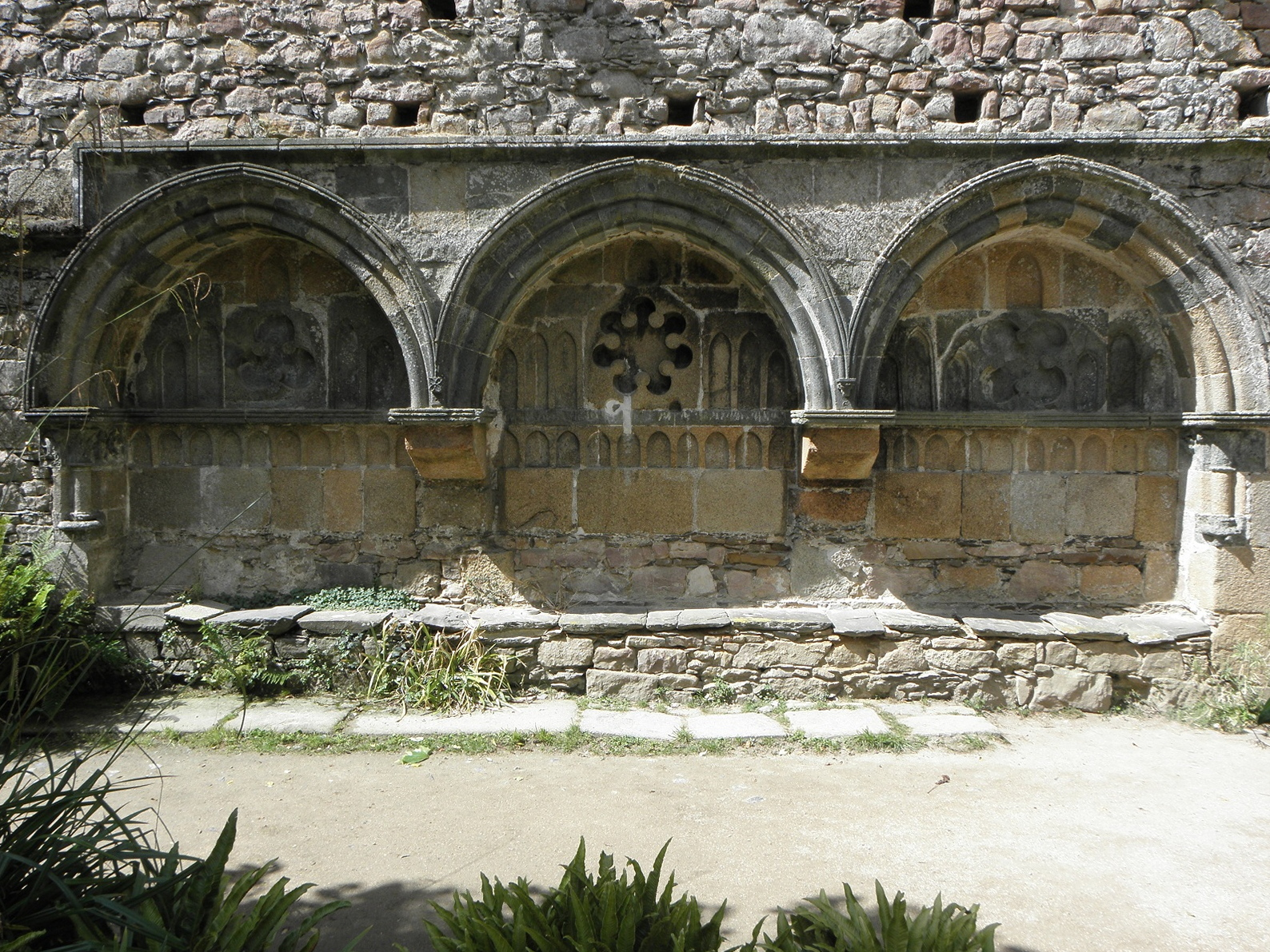
Lavabo de l'abbaye de Beauport. En déshérence au milieu du XVIe siècle, il est transformé en banc.